# Acroneuria
Acroneuria är ett släkte av bäcksländor. Acroneuria ingår i familjen jättebäcksländor.

## Bildgalleri

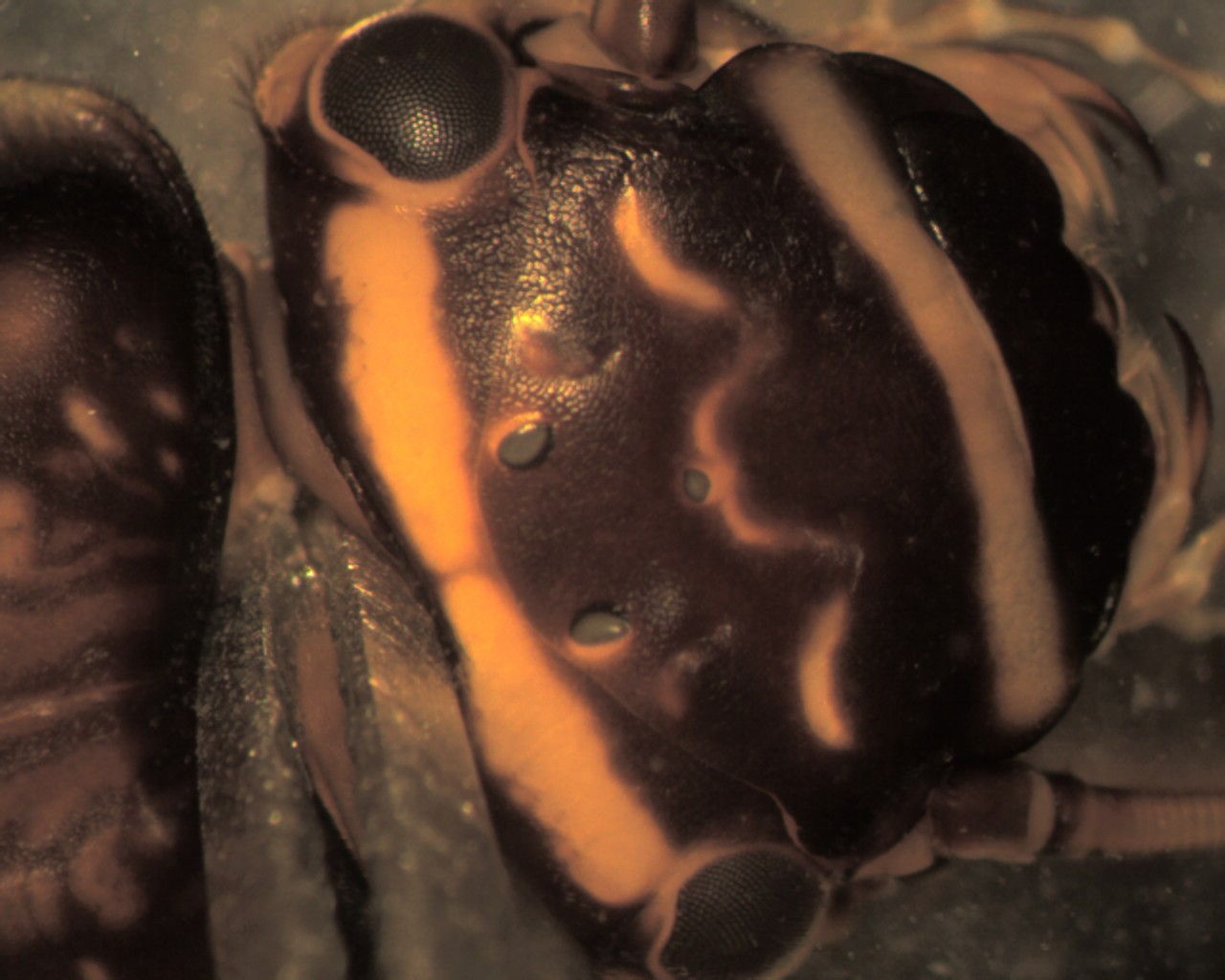
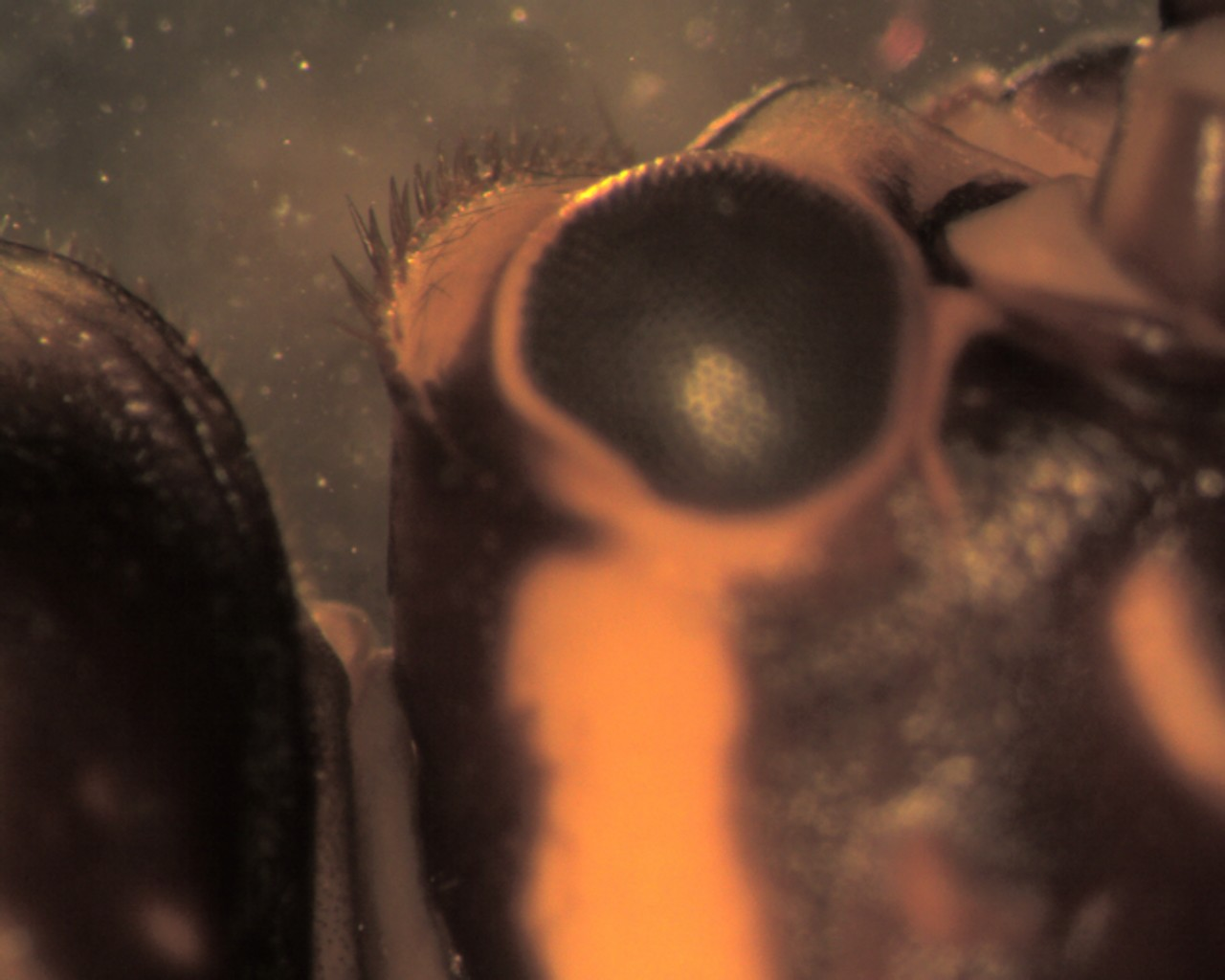
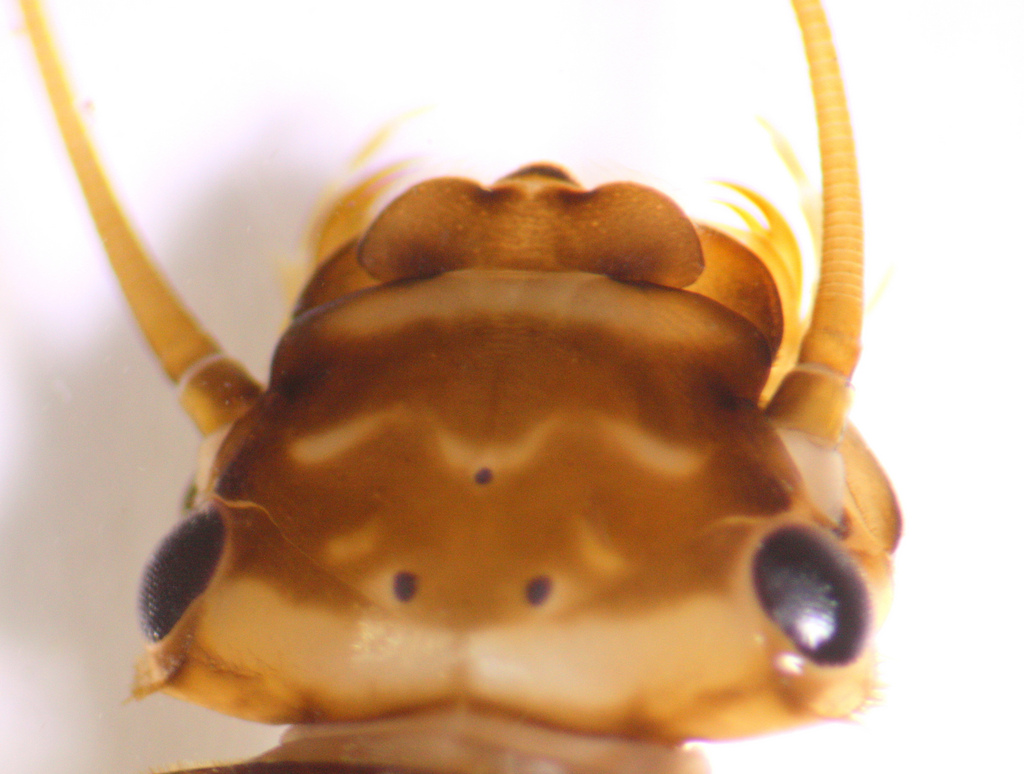
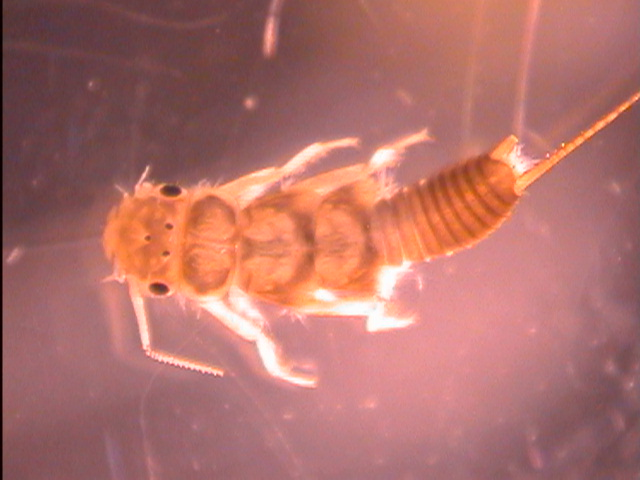
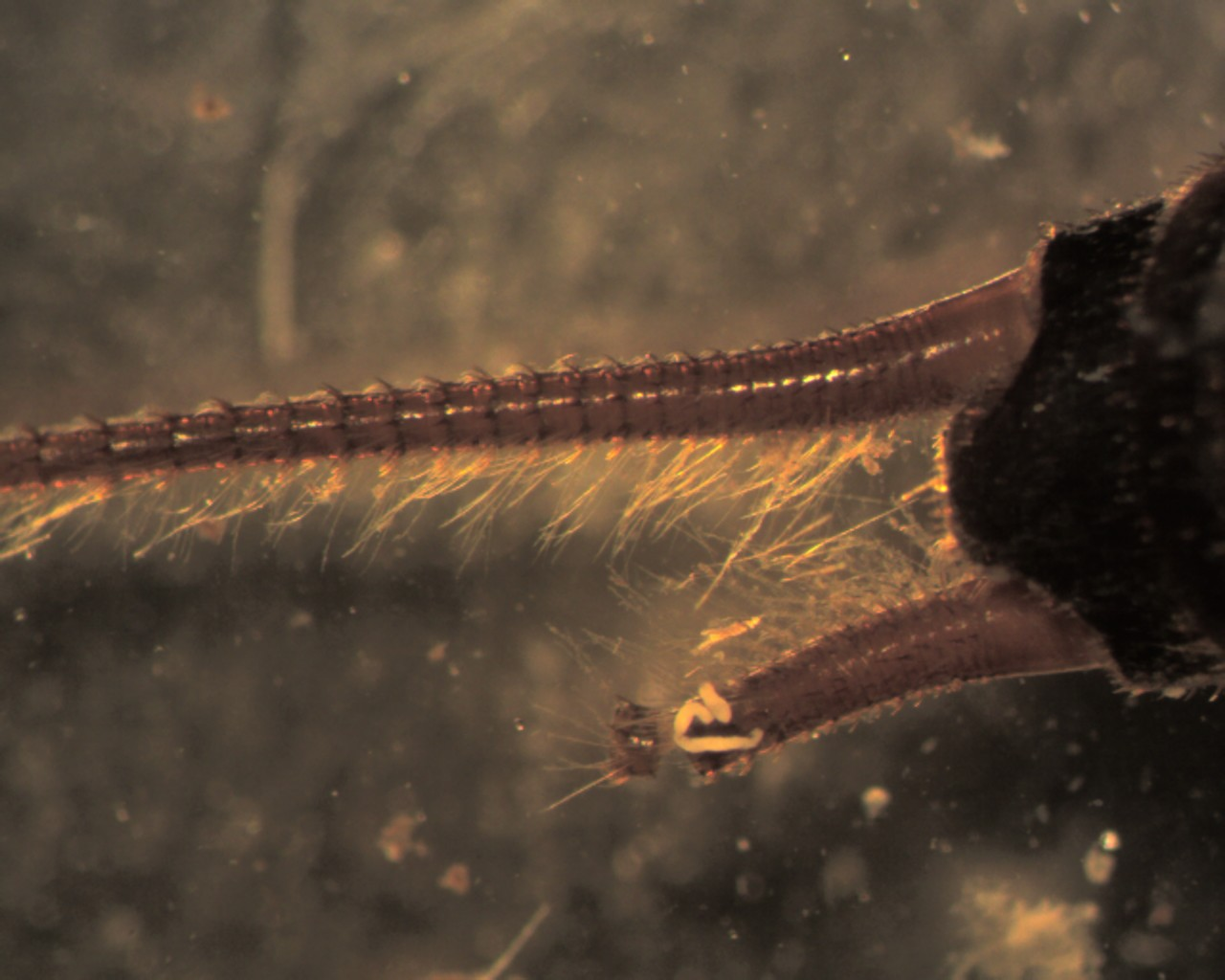
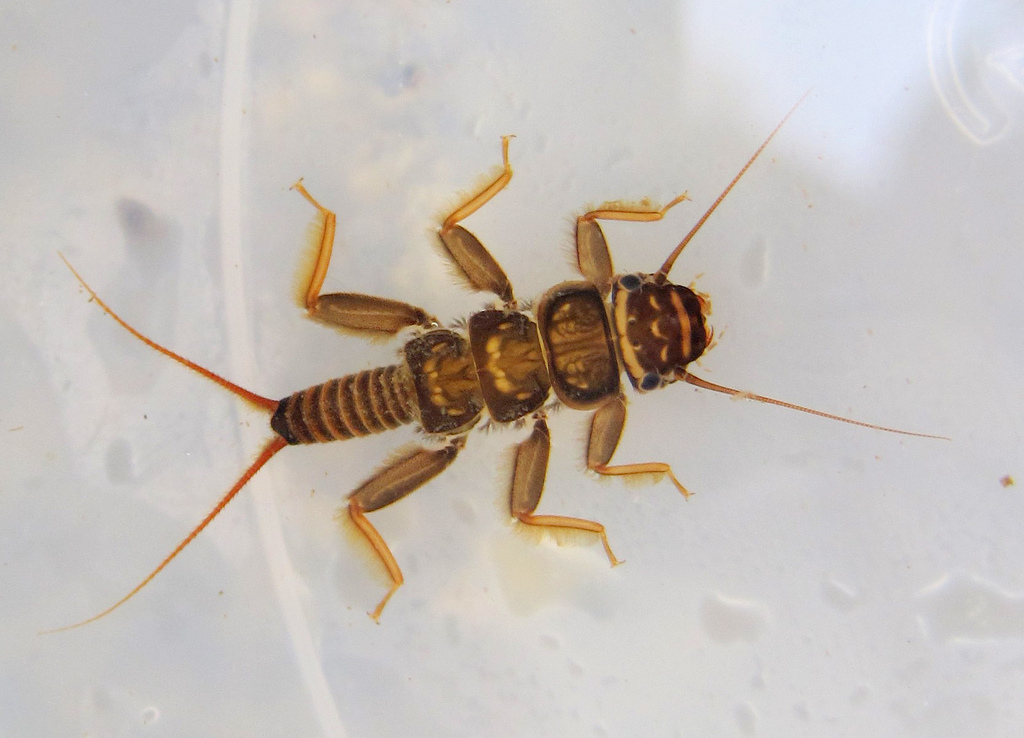

## Dottertaxa tillAcroneuria, i alfabetisk ordning[1]
- Acroneuria abnormis
- Acroneuria apicalis
- Acroneuria arenosa
- Acroneuria arida
- Acroneuria azunensis
- Acroneuria bachma
- Acroneuria carolinensis
- Acroneuria covelli
- Acroneuria distinguenda
- Acroneuria evoluta
- Acroneuria filicis
- Acroneuria flinti
- Acroneuria frisoni
- Acroneuria grahami
- Acroneuria hainana
- Acroneuria hitchcocki
- Acroneuria internata
- Acroneuria kirchneri
- Acroneuria kosztarabi
- Acroneuria lycorias
- Acroneuria magnifica
- Acroneuria morsei
- Acroneuria multiconata
- Acroneuria nobiliata
- Acroneuria omeiana
- Acroneuria ozarkensis
- Acroneuria perplexa
- Acroneuria personata
- Acroneuria petersi
- Acroneuria prolonga
- Acroneuria scabrosa
- Acroneuria sinica
- Acroneuria vn-a
- Acroneuria yuchi
- Acroneuria zhejiangensis